# TibiaME
TibiaME (förkortning av Tibia Micro Edition, även kallat Tibia: Land of Heroes) släpptes den 20 maj 2003. Det var ett tidigt MMORPG som kunde spelas på mobilen. TibiaME marknadsförs felaktigt som "det första mobila MMORPG". Enligt Guinness Rekordbok lanserades det första mobila MMORPG Shade, skapat av David Dies för Cosmic Infinity Inc., i juni 2002.
I TibiaME får spelaren välja mellan att vara en krigare eller trollkarl. Tidigare har TibiaME endast varit möjligt att spela på ett fåtal mobiler, men finns sedan dess på mobiler med stöd för Java. Mobilen måste ha en färgskärm med minst 128*128 pixlar, ha stöd för Java MIDP2.0 och även kunna kunna ansluta direkt mot Internet (inte WAP). Den 7 oktober 2010 släpptes även en version av TibiaME på Appstore så även användare av Iphone kan spela spelet. Spelet finns även tillgängligt för Android och Windows Phone.
TibiaME är ett freemiumspel, som låter spelaren få full tillgång till huvudön Aurea och nybörjarön Lybera gratis, men där flera av de efterföljande öarna och andra funktioner i spelet kräver att spelaren köper ett premium- eller platinumkonto.